# Zellers Kongruenz
Zellers Kongruenz ist ein mathematischer Weg, um den Wochentag eines gegebenen Datums zu ermitteln. Der Mathematiker und Theologe Christian Zeller veröffentlichte dazu 1882 eine Formel.

## Formeln
Sei h der zu ermittelnde Wochentag, q der Tag, m der Monat (wobei März bis Dezember wie üblich die Nummern 3–12 haben, Januar und Februar den Monaten 13 und 14 des Vorjahres entsprechen), J die Jahrhundertzahl (das sind die ersten beiden Stellen der vierstelligen Jahreszahl) und K die letzten beiden Stellen der vierstelligen Jahreszahl (für Januar und Februar entsprechend die Zahl des Vorjahres), so gilt:
1. für ein Datum im gregorianischen Kalender:
{\displaystyle {\mathit {h}}_{\text{greg}}=\left({q}+\left\lfloor {\frac {(m+1)\cdot 13}{5}}\right\rfloor +K+\left\lfloor {\frac {K}{4}}\right\rfloor +\left\lfloor {\frac {\mathit {J}}{4}}\right\rfloor -2\cdot {\mathit {J}}\right){\bmod {\,}}7}
2. für ein Datum im julianischen Kalender:
{\displaystyle {\mathit {h}}_{\text{jul}}=\left({q}+\left\lfloor {\frac {(m+1)\cdot 13}{5}}\right\rfloor +K+\left\lfloor {\frac {K}{4}}\right\rfloor +5-{\mathit {J}}\right){\bmod {\,}}7}

Der Ausdruck {\displaystyle \lfloor x\rfloor } (Gaußklammer) liefert die größte ganze Zahl {\displaystyle \leq x}. Das mod 7 (ausgesprochen Modulo 7) am Ende bedeutet, dass der ermittelte Wert durch 7 geteilt und der Rest, der bei dieser ganzzahligen Division durch 7 übrig bleibt, bestimmt wird. Dadurch ergibt sich für h eine Zahl zwischen 0 und 6, die den Wochentag des Datums angibt:
| Sonntag | Montag | Dienstag | Mittwoch | Donnerstag | Freitag | Samstag |
| 1       | 2      | 3        | 4        | 5          | 6       | 0       |

Ist das Ergebnis negativ (je nach verwendeter Modulo-Funktion), so addiert man 7 hinzu, sodass eine positive Zahl entsteht. Diese Zahl entspricht dann dem Wochentag. Um in jedem Fall eine positive Zahl zu erhalten, ersetzt man in der Formel einfach {\displaystyle -2{\mathit {J}}} durch {\displaystyle +5{\mathit {J}}} bzw. {\displaystyle -{\mathit {J}}} durch {\displaystyle +6{\mathit {J}}}.

## Erläuterung
Die Variable q fließt mit ihrem tatsächlichen Wert in die Variable h für den Wochentag ein. Komplizierter wird die Einbindung des Monats, da die Länge der einzelnen Monate keinem einheitlichen Schema folgt. Mit dem Term
{\displaystyle \left\lfloor {\frac {(m+1)\cdot 13}{5}}\right\rfloor },
also der Erhöhung des Wertes m für den Monat um 1, der Multiplikation mit {\displaystyle {\tfrac {13}{5}}} und der anschließenden Abrundung, wird die uneinheitliche Abfolge der Länge der einzelnen Monate in die Formel allgemeingültig aufgenommen. Ein Jahr, das kein Schaltjahr ist, hat 365 Tage. Der Wochentag verschiebt sich also um einen Tag pro Jahr. In Formeln heißt das (100 J + K) mod 7 oder (2 J + K) mod 7. Jedes vierte Jahr ist ein Schaltjahr, hier kommt ein zusätzlicher Tag dazu,
{\displaystyle \left\lfloor {\frac {100J+K}{4}}\right\rfloor {\bmod {\,}}7=\left(25J+\left\lfloor {\frac {K}{4}}\right\rfloor \right){\bmod {\,}}7=\left(4J+\left\lfloor {\frac {K}{4}}\right\rfloor \right){\bmod {\,}}7}.
Jedes hundertste Jahr ist doch kein Schaltjahr, also -J. Und alle 400 Jahre kommt im Gregorianischen Kalender ein Schalttag dazu.
Zusammen gilt also für den Gregorianischen Kalender bei Änderung um (100 J + K) Jahre
{\displaystyle \left(2J+K+4J+\left\lfloor {\frac {K}{4}}\right\rfloor -J+\left\lfloor {\frac {100J}{400}}\right\rfloor \right){\bmod {\,}}7=\left(5J+K+\left\lfloor {\frac {K}{4}}\right\rfloor +\left\lfloor {\frac {J}{4}}\right\rfloor \right){\bmod {\,}}7=\left(K+\left\lfloor {\frac {K}{4}}\right\rfloor +\left\lfloor {\frac {J}{4}}\right\rfloor -2J\right){\bmod {\,}}7}
Der Term
{\displaystyle K+\left\lfloor {\frac {K}{4}}\right\rfloor +\left\lfloor {\frac {J}{4}}\right\rfloor -2J}
berücksichtigt folglich im Gregorianischen Kalender das Jahr und die im Jahrhundert bis zum betreffenden Jahr einzuschiebenden Schalttage. Die Formel im Julianischen Kalender ist wegen der unterschiedlichen Schaltjahrregelung leicht unterschiedlich.

## Beispiele
Zur Veranschaulichung zwei Beispiele:
1. An welchem Wochentag wurde Friedrich II. von Preußen geboren (24. Januar 1712)?
Die Werte lauten: q = 24, m = 13 (Januar gilt als 13. Monat des Vorjahres), J = 17, K = 11 (Der Januar wird als dem Vorjahr zugehörig behandelt.) Es gilt:
{\displaystyle {\mathit {h}}=\left(24+\left\lfloor {\frac {(13+1)\cdot 13}{5}}\right\rfloor +11+\left\lfloor {\frac {11}{4}}\right\rfloor +\left\lfloor {\frac {17}{4}}\right\rfloor -2\cdot 17\right){\bmod {\,}}7}
{\displaystyle {\mathit {h}}=\left(24+36+11+2+4-34\right){\bmod {\ }}7}
{\displaystyle {\mathit {h}}=43{\bmod {\ }}7=1}
Friedrich II. von Preußen wurde an einem Sonntag geboren.
2. An welchem Wochentag entdeckte Christoph Kolumbus die neue Welt (12. Oktober 1492)?
(Da das Datum vor der Einführung des gregorianischen Kalenders liegt, kommt hier die Formel für den julianischen Kalender zum Einsatz.)
Die Werte lauten: q = 12, m = 10, J = 14, K = 92. Es gilt:
{\displaystyle {\mathit {h}}=\left(12+\lfloor ((10+1)\cdot 13)/5\rfloor +92+\lfloor 92/4\rfloor +5-14\right){\bmod {\,}}7}
{\displaystyle {\mathit {h}}=\left(12+28+92+23+5-14\right){\bmod {\,}}7}
{\displaystyle {\mathit {h}}=\left(146\right){\bmod {\,}}7=6}
Christoph Kolumbus landete an einem Freitag in Amerika.

## Verwendung beim Kopfrechnen
Zellers Kongruenz kann auch für die Bestimmung des Wochentags im Kopf verwendet werden. Um mit der Formel leichter im Kopf hantieren zu können, kann sie etwas vereinfacht werden, indem die Werte für die Monate ausgerechnet und auswendig gelernt werden:
| Januar | Februar | März | April | Mai | Juni | Juli | August | September | Oktober | November | Dezember |
| 1      | 4       | 3    | 6     | 1   | 4    | 6    | 2      | 5         | 0       | 3        | 5        |

Statt den zweiten Term für jedes Datum neu auszurechnen, wird einfach die entsprechende Zahl laut obiger Tabelle eingesetzt. Auch hier gilt: Januar und Februar werden als dem Vorjahr zugehörig behandelt.
Eine einfache und sichere Methode der Kontrolle der Ergebnisse stellen Ewige Kalender dar.